# Frank Hofstötter
Frank Hofstötter (* 18. Juni 1964) ist ein ehemaliger deutscher Handballspieler.

## Werdegang
Der aus Lohr-Sackenbach stammende Hofstötter spielte ab Ende der 1970er Jahre auf Vereinsebene Handball. Beim TSV 1846 Lohr gelang dem 1,95 Meter großen Torhüter der Sprung in die Herrenmannschaft (Oberliga). 1984 holte der TV Großwallstadt Hofstötter, der wegen seiner hüpfenden Bewegungen im Tor den Spitznamen „Frosch“ trug, in die Handball-Bundesliga. In der Saison 1984/85 wurde er mit Großwallstadt deutscher Vize-Pokalsieger, im Spieljahr 1986/87 gelang mit der Mannschaft dann der Sieg im DHB-Pokal.
1987 wechselte er zur SG Wallau/Massenheim, bestritt mit der Mannschaft 1988 die beiden Pokalendspiele, unterlag aber TUSEM Essen. Bis Mai 1993 stand er in Diensten des TV Eitra, spielte dort unter Željko Zovko. Der Bundesligist trennte sich von Hofstötter und drei weiteren Spielern, da er ihnen „vereinsschädigenden Verhalten“ vorwarf. Dennoch bezeichnete er die Zeit in Eitra rückblickend als die „schönste in meiner ganze Handballkarriere“. Von 1993 bis 1995 war er Torwart beim TUSEM Essen.
Hofstötter war 16 Jahre Berufshandballspieler, 1995 ging er zum OSC Rheinhausen. Im Laufe der Saison 1997/98 musste sich Rheinhausen aus der Bundesliga zurückziehen, damit endete Hofstötters Zeit in der höchsten deutschen Spielklasse. Er stand später noch für die HSG Mülheim-Kärlich im Tor. Während seiner Laufbahn bestritt er zehn Länderspiele für Deutschland.
Beruflich war Hofstötter zwölf Jahre als Physiotherapeut in einem Duisburger Krankenhaus tätig. Er schloss ebenfalls Ausbildungen zum Heilpraktiker und Osteopathen ab. 2016 eröffnete er in Lohr eine eigene Praxis. Beim TSV Lohr brachte er sich ab der Saison 2018/19 als Torwarttrainer ein.